# Contratto di leasing (ordinamento italiano)
Il contratto di leasing nell'ordinamento italiano è un contratto tipico.

## Definizione
La legge 4 agosto 2017, n. 124 ha introdotto una specifica definizione e disciplina del contratto di locazione finanziaria che, dopo decenni dalla sua prima apparizione, viene ad assumere la connotazione di “contratto tipico”. La locazione finanziaria è il contratto con il quale la banca o l'intermediario finanziario iscritto nell'albo di cui all'articolo 106 del decreto legislativo 1º settembre 1993, n. 385, si obbliga ad acquistare o a far costruire un bene su scelta e secondo le indicazioni dell'utilizzatore, che ne assume tutti i rischi, anche di perimento, e lo fa mettere a disposizione per un dato tempo verso un determinato corrispettivo che tiene conto del prezzo di acquisto o di costruzione e della durata del contratto. Alla scadenza del contratto l'utilizzatore ha diritto di acquistare la proprietà del bene ad un prezzo prestabilito ovvero, in caso di mancato esercizio del diritto, l'obbligo di restituirlo.
Il primo canone corrisposto dall'utilizzatore è sempre più frequentemente di entità maggiore rispetto ai successivi e per questo viene chiamato maxicanone iniziale. Il suo scopo è quello di ridurre i rischi di perdita del concedente in caso di insolvenza dell'utilizzatore.
Per il concedente è della massima importanza valutare il rischio bene dell'operazione, considerando la congruità di prezzo del bene, le sue caratteristiche di utilizzo e di profitto produttivo, la sua recuperabilità, la sua ricollocabilità sul mercato, il suo valore in caso di rientro anticipato dovuto ad insolvenza dell'utilizzatore e la sua rispondenza alle normative antinfortunistiche.
La valutazione del rischio bene è un'operazione complessa e specializzata, in quanto si articola sulla base di moltissimi parametri, che fornisce indicazioni indispensabili per una valutazione realistica del rischio complessivo dell'operazione, anche a tutela dello stesso utilizzatore.
La valutazione di un'azienda nella scelta del leasing deve tenere conto di due ulteriori aspetti:
1. il costo del bene è soggetto ad Iva (anche nel caso di immobili)
2. il bene rimane di proprietà della società di leasing fino al riscatto quindi non compare in bilancio tra le immobilizzazioni con eccezione delle società che compilano il bilancio IAS secondo i cui criteri il bene va inserito fra le immobilizzazioni e il debito residuo nel passivo.

## Caratteristiche
Il comma 136 dell'art. 1 della Legge n.124 del 4 agosto 2017 ha descritto le caratteristiche peculiari della locazione finanziaria:
1. l’obbligazione che assume il concedente con la stipula del contratto è di acquistare o far costruire il bene (auto, strumentale, immobile, immateriale) secondo le indicazioni dell’utilizzatore e di farlo mettere a disposizione dell’utilizzatore (e non di farglielo godere come nella locazione semplice);
2. la causa finanziaria è confermata dal richiamo al requisito soggettivo del concedente, che deve essere una banca o un intermediario finanziario come previsto dal testo unico bancario che riserva in via esclusiva l’attività di locazione finanziaria alle banche ed agli intermediari finanziari iscritti, rispettivamente, negli albi di cui agli artt. 13 e 106 del d.lgs. 1º settembre 1993, n. 385;
3. come tutti i contratti di finanziamento, anche la locazione finanziaria è un contratto di durata; il corrispettivo va calcolato secondo criteri finanziari e quindi tenendo conto non soltanto del costo del bene, ma anche del prezzo pattuito per l’opzione d’acquisto finale e della durata del contratto;
4. elemento essenziale del contratto è la previsione dell’opzione finale di acquisto del bene a favore dell’utilizzatore ad un prezzo prestabilito. Pertanto, alla scadenza l’utilizzatore ha il diritto di divenire proprietario del bene esercitando la suddetta opzione di riscatto; in caso contrario ha l’obbligo di restituire il bene al concedente;
5. la natura, funzione e causa giuridica prettamente “finanziaria” del contratto di locazione finanziaria si evincono dal fatto che l’utilizzatore “assume tutti i rischi, anche di perimento”, riferiti al bene.

La Rata (R) di un contratto di leasing finanziario dipende dal Capitale (C) da finanziare, cioè il costo di acquisto al netto della maxirata iniziale, dal riscatto (r), dal tasso del periodo (i), ad esempio tasso annuo diviso 12 per canoni mensili e dal numero di canoni (N).

## Il leasing operativo
Il leasing operativo non prevede un'opzione di riscatto e può essere posto in atto, alternativamente:
• da una banca o da un intermediario finanziario: in questo caso si tratta, come per la locazione finanziaria, di un'operazione trilaterale con causa di finanziamento in cui i rischi sul bene e l'esecuzione degli eventuali servizi sono trasferiti dalla società di leasing ad un soggetto terzo (di norma il fornitore);
• da un intermediario non finanziario, che può trattenere in tutto o in parte i rischi sul bene e gestire in proprio o meno i servizi; in questo caso: o l'operazione è trilaterale ed i beni da concedere in locazione generalmente non sono acquistati per massa (rectius a stock) ma ad hoc per il singolo cliente; o il concedente risponde degli eventuali vizi sul bene locato;
• direttamente dal produttore del bene, in questo caso si tratta di un'operazione commerciale a struttura bilaterale nella quale il concedente/produttore risponde in prima persona degli eventuali vizi sul bene locato.
La presenza o meno della pattuizione di riacquisto rappresenta quindi uno degli elementi essenziali di discrimine per la qualificazione tra finanziaria e “operativa”. L'assenza dell'opzione finale di acquisto (riscatto) rende tale schema contrattuale particolarmente adatto all'utilizzo di beni strumentali per i quali l'interesse all'utilizzo da parte del conduttore coincide con la sola durata contrattuale.

## Il trattamento fiscale del leasing finanziario
La deducibilità fiscale dei canoni di leasing finanziario è disciplinata dall'art.54 co.2 per i lavoratori autonomi/professionisti e dall'art. 102 co. 7 DPR 917/1986 (Testo Unico Imposte sui Redditi) per le imprese che non adottano i principi contabili internazionali (cd. No ias adopter).
Fino al 31.12.2013 per il leasing finanziario avente ad oggetto beni mobili (impianti, macchinari, attrezzature, etc), la deducibilità dei canoni era consentita in un periodo non inferiore ai 2/3 del periodo d'ammortamento ordinario, a prescindere dalla durata contrattuale, mentre i canoni relativi a contratti di leasing immobiliare erano deducibili in un periodo ricompreso tra gli 11 ed i 18 anni, in relazione all'attività esercitata dall'impresa utilizzatrice. Gli autoveicoli, diversi da quelli utilizzati come strumentali all'attività propria dell'impresa o concessi in uso promiscuo ai dipendenti, erano invece deducibili con le stesse tempistiche del processo di ammortamento.
Per i contratti stipulati dal 1º gennaio 2014 da lavoratori autonomi/ professionisti e da imprese (no IAS adopter) la deducibilità dei canoni è consentita in un periodo non inferiore alla metà del periodo di ammortamento per i beni mobili (attrezzature, impianti etc) e non inferiore a 12 anni per gli immobili. Per questi ultimi, pertanto, la tempistica nella deducibilità dei canoni prescinde dal settore di attività in cui opera il locatario. Gli autoveicoli, diversi da quelli utilizzati come strumentali all'attività propria dell'impresa o concessi in uso promiscuo ai dipendenti, sono invece deducibili con le stesse tempistiche del processo di ammortamento.
La deduzione dei canoni di leasing è indipendente dalla durata del contratto. Pertanto, in caso di contratto con durata inferiore al minimo fiscale, le quote dei canoni eccedenti saranno riprese a tassazione durante la vita contrattuale, per essere poi dedotte al termine del contratto.
Ai fini IRAP il canone di leasing finanziario è deducibile lungo la durata contrattuale.
Le imprese utilizzatrici che adottano gli IAS deducono gli ammortamenti relativi ai beni acquisiti in leasing e gli interessi passivi leasing senza seguire le regole sulla durata fiscale.

## La risoluzione e gli effetti

### La risoluzione del contratto per grave inadempimento
Attualmente non esiste una norma che quantifica il numero di rate impagate che fanno scattare la risoluzione per i mutui o finanziamenti chirografari alle imprese, per cui questa potrebbe essere dichiarata anche in caso di mancato pagamento di una sola rata.
Il comma 137 dell'art.1 della Legge n.124 del 4 agosto 2017 colma un vuoto normativo inserendo in maniera chiara e scevra da possibili interpretazioni tra le cause di risoluzione del contratto il “grave inadempimento” dell’utilizzatore, rappresentato dal mancato pagamento di almeno sei canoni mensili o due canoni trimestrali anche non consecutivi o un importo equivalente per i leasing immobiliari, ovvero quattro canoni mensili anche non consecutivi o un importo equivalente per gli altri contratti di locazione finanziaria (auto, strumentali, etc.). Il riferimento anche ai canoni “non consecutivi” è volto a evitare il rischio di un approfittamento della norma da parte dell’utilizzatore (ad es. non pago una rata, poi pago una rata, due le salto, una la pago, tre le salto e una la pago.... senza far quindi scattare mai il grave inadempimento).
Dando un contenuto certo e fissando il numero dei canoni impagati, il legislatore ha inteso prevedere un inadempimento qualificato, in analogia a quanto previsto nell’art. 1525 c.c. o in materia di mutuo fondiario dall’art. 40, comma 2, delt.u. bancario (7 rate anche non consecutive pagate in ritardo da 30 a 180 gg).
La norma non si applica al leasing immobiliare abitativo (a cui si applica il d.lgs 72/2016).

### Gli effetti della risoluzione del contratto per inadempimento
Il comma 138 della legge n.124 del 4 agosto 2017 disciplina gli effetti della risoluzione per inadempimento dell’utilizzatore, ponendo quest’ultimo al riparo dal rischio di un ingiustificato arricchimento da parte della società di leasing, replicando sostanzialmente quanto previsto recentemente con la Legge n.208/2015 per il leasing prima casa, in caso di rapporto giuridico pendente nel fallimento (art. 72-quater l.f.) e nel caso di concordato preventivo (art. 169-bis l.f. quarto comma come novellato dall'art.8 del dl 83/2015).
Si prevede che la società di leasing corrisponda a favore dell’utilizzatore l’importo realizzato dalla ricollocazione o dalla vendita del bene una volta che lo stesso sia stato riconsegnato, al netto dei canoni scaduti e non pagati e del credito residuo in linea capitale nonché delle spese anticipate dalla società di leasing per il recupero del bene, la stima e la sua conservazione per il tempo necessario alla vendita.
A titolo esemplificativo e non esaustivo rientrano quelle voci contrattualmente a carico del cliente inadempiente (multe, spese giudiziali, di perizia, di assicurazione, di ritiro, di conservazione, di custodia, etc.).
Anche a seguito della ricollocazione o vendita del bene, resta fermo nella misura residua il diritto di credito del concedente nei confronti dell’utilizzatore quando il valore realizzato con la vendita o altra collocazione del bene è inferiore all’ammontare dell’importo dovuto dall’utilizzatore stesso.
In questo modo si prevede che la società di leasing recuperi almeno il capitale impiegato per l’acquisto del bene ed ogni spesa inerente al suo recupero, in modo da non avere perdite, fermo restando l’eventuale risarcimento del lucro cessante in base ai princìpi generali dell’ordinamento.
La società di leasing procede alla vendita o alla ricollocazione del bene sulla base dei valori risultanti da pubbliche rilevazioni di mercato elaborate da soggetti specializzati. A titolo esemplificativo è ragionevole inserire le rilevazioni di mercato di dominio pubblico (NOMISMA, OMI, Scenari Immobiliari per immobiliare, Eurotax, Quattroruote per auto, tabelle di degrado per lo strumentale); nell’ambito delle procedure di vendita sono comunque ammissibili le vendite all’incanto, le aste notarili telematiche, le aste on line o pubbliche, le cessioni ai fondi.
Solo allorquando non sia possibile far riferimento alle citate rilevazioni di mercato, il comma 139 della legge sulla concorrenza prevede che la vendita o la ricollocazione del bene avvenga sulla base di una stima effettuata da un perito scelto dalle parti di comune accordo nei venti giorni successivi alla risoluzione del contratto o, in caso di mancato accordo nel predetto termine, da un perito indipendente scelto dal concedente in una rosa di almeno tre operatori esperti, previamente comunicati all’utilizzatore, che può esprimere la sua preferenza vincolante ai fini della nomina entro dieci giorni dal ricevimento della predetta comunicazione.
Per quanto attiene alle caratteristiche del perito, la disposizione fornisce una definizione di perito indipendente: “quando non è legato al concedente da rapporti di natura personale o di lavoro tali da compromettere l’indipendenza di giudizio”.
Tenuto conto che la società di leasing può svolgere esclusivamente attività di concessione di finanziamenti (nella quale rientra la locazione finanziaria) e che la mancata o non tempestiva (re)immissione nel ciclo produttivo di un bene (ad. macchinario o immobile) riveniente da un contratto di leasing risolto farebbe concorrere quest’ultimo a costituire il suo patrimonio mobiliare o immobiliare, ponendo quest’ultima nella condizione di svolgere un’attività (gestione di cespiti) non in linea con l’attività istituzionale, all’ultimo periodo del comma 139 si prevede che nelle attività di vendita e ricollocazione del bene la società di leasing si attenga a criteri di celerità, trasparenza e pubblicità adottando modalità tali da consentire l’individuazione del miglior offerente possibile con obbligo di informazione dell’utilizzatore.